# David Tong
David Tong es un físico teórico británico. Es profesor en el Departamento de Matemática Aplicada y Física Teórica (DAMTP) de la Universidad de Cambridge y miembro del Trinity College, Cambridge. Su investigación se centra principalmente en la teoría cuántica de campos. Es co-receptor del Premio Adams de 2008 y actualmente es Investigador Simons.

## Educación
Tong creció en Crawley, Reino Unido. Asistió a la Hazelwick School antes de realizar sus estudios de pregrado en Física Matemática en la Universidad de Nottingham. Completó su maestría en Matemáticas en el King's College de Londres y su doctorado en Física Teórica en la Universidad de Swansea.

## Carrera académica
Ocupó puestos de investigación en el Instituto Tata de Investigación Fundamental (TIFR) en Mumbai, en el King's College de Londres y en la Universidad de Columbia. Entre 2001 y 2004 fue becario Pappalardo en el Centro de Física Teórica del MIT. Se incorporó a la Universidad de Cambridge en 2004.
Su investigación abarca diversos aspectos de la teoría cuántica de campos. Su trabajo temprano se centró en solitones e incluye el descubrimiento (con Amihay Hanany) de una solución de vórtice en teorías de Yang-Mills supersimétricas. Con Eva Silverstein y Mohsen Alishahia, propuso un nuevo mecanismo predictivo para la inflación cósmica basado en la acción de Dirac-Born-Infeld (DBI). En colaboración con Andreas Karch, descubrió una red de dualidades en teorías gauge tridimensionales.

## Divulgación
Tong es conocido por sus videos sobre física teórica, incluyendo una conferencia en la Royal Institution sobre teoría cuántica de campos y una introducción al modelo estándar para Quanta Magazine. Sus notas de clase sobre diversos temas de física teórica son ampliamente utilizadas y están disponibles gratuitamente en línea.